# Aurora Borealis (Band)
Aurora Borealis ist eine US-amerikanische Death-Metal-Band aus Waldorf, Maryland, die im Jahr 1995 gegründet wurde.

## Geschichte
Die Band wurde im Jahr 1995 von Ron Vento gegründet, nachdem er sich von seiner vorherigen Band Lestregus Nosferatus getrennt hatte. Nachdem er sich nach Florida begeben hatte, traf er dort auf Tony Laureano (Nile, Dimmu Borgir, Angelcorpse). Im Jahr 1996 nahmen sie zusammen ihre erste EP Mansions of Eternity in den Morrisound Studios unter der Leitung von Scott Burns auf. Nach Fertigstellung des Tonträgers begab sich Vento zurück nach Maryland, um am zweiten Tonträger zu arbeiten. Im Jahr 1998 begann die Band mit dem Arbeiten zum Debütalbum. Da Laureano zu sehr in seine andere Projekte involviert war, übernahm Derek Roddy (Hate Eternal, Malevolent Creation, Nile) hierfür seinen Posten. Praise the Archaic Lights Embrace wurde daraufhin im The Sound Lab unter der Leitung von Bob Moore aufgenommen. Auf dem nächsten Tonträger Northern Lights war Roddy erneut am Schlagzeug zu hören. Die Aufnahmen hierzu fanden im Jahr 2000 in Ventos eigenen Nightsky Studios statt. Das Album erschien bei Diehard Music in Europa, während es, wie bereits auch die Vorgänger, in Nordamerika bei Ventos eigenem Label Nightsky Productions erschien. Da im Jahr 2002 Roddy für die Aufnahmen zu Time, Unveiled zu sehr bei Hate Eternal eingespannt war, kam stattdessen Tim Yeung (Vital Remains, Hate Eternal) als Schlagzeuger hinzu. Die Aufnahmen fanden erneut in den Nightsky Studios statt; die Veröffentlichung erfolgte ebenfalls bei Diehard Music bzw. Nightsky Productions.
Die Aufnahmen zu Relinquish wurde im Jahr 2006 in den Nightsky Studios beendet, mit Laureano am Schlagzeug. Die Veröffentlichung des Albums erfolgte dieses Mal jedoch nur bei Nightsky Productions. Im Jahr 2011 schloss sich das nächste Album Timeline: The Beginning and End of Everything an, worauf als neuer Schlagzeuger Mark Green enthalten war. Die Aufnahmen fanden wie vorher in den Nightsky Studios statt; die Veröffentlichung erfolgte über Nightsky Productions. Im Jahr 2013 nahm die Band das Album World Shapers auf, worauf Green erneut das Schlagzeug übernahm. Der Tonträger wurde in den Nightsky Studios, aufgenommen, abgemischt und gemastert. Das Album erschien im Jahr 2014 bei Xtreem Music und MDD Records.

## Stil
Robert Müller vom Metal Hammer nannte die Gruppe in seiner Rezension zu Northern Lights eine Black-Metal-Band, während Roddys Schlagzeugspiel an seine Death-Metal-Vergangenheit bei Nile, Malevolent Creation und Hate Eternal erinnere. In den schnelleren Passagen der Lieder klinge die Band wie Marduk. Laut Gunnar Sauermann vom Metal Hammer spiele die Band auf Time, Unveiled eine schnelle Mischung aus Black- und Death-Metal. Der Einsatz von Doublebass sei hierbei genau so charakteristisch, wie schnell gespielte Gitarren und aggressiver Gesang. In den Liedern stehe die Spieltechnik im Vordergrund. Im Rock-Hard-Interview mit Sebastian Schilling gab Ron Vento an, nicht viel mit Satanismus anfangen zu können und deshalb schreibe er auch keine Lieder darüber, obwohl dies jedoch Voraussetzung für eine Black-Metal-Band ist. Auf dem Vorgängeralbum Timeline: The Beginning and End of Everything gehe es um die Entstehung des Universums, während Worldshapers eine Science-Fiction-Geschichte behandle, die nach dem Ende des uns bekannten Universums spiele. Schilling beschrieb in dem Interview die Musik als klassischen US-Death-Metal mit black-metal-artigem Gesang.

## Diskografie
- 1994: Demo (Demo, Eigenveröffentlichung)
- 1996: Mansions of Eternity (EP, Nightsky Productions)
- 1998: Praise the Archaic Lights Embrace (Album, Nightsky Productions)
- 2000: Northern Lights (Album, Nightsky Productions)
- 2001: Checkpoint #3 (Split mit Illdisposed, Daemon, 2 Ton Predator und Necrosphere, Diehard Music)
- 2002: Time, Unveiled (Album, Nightsky Productions)
- 2003: Checkpoint #4 (Split mit Gurd, Thorium, Koldborn und 2 Ton Predator, Nightsky Productions)
- 2005: Promo 05 (EP, Nightsky Productions)
- 2006: Relinquish (Album, Nightsky Productions)
- 2011: Timeline: The Beginning and End of Everything (Album, Nightsky Productions)
- 2014: Worldshapers (Album, Xtreem Music / MDD Records)